# Reina (Estonia)
Reina – wieś w Estonii, w prowincji Sarema, w gminie Pöide. Słynie z robienia dobrych, tanich win czerwonych.